# Ustica
Ustica (szicíliai kiejtéssel Ùstica) egy 1302 lakosú olasz község Palermo megyében, Szicíliában. Teljes egészében elfoglalja Ustica szigetét.

## Földrajz
A sziget a Tirrén-tengerben fekszik, kb. 67 km-re Palermótól. Területe 8,65 km². 3,5 km hosszú és 2,5 km széles. A szigeten számos, csak hajóval megközelíthető barlang található.

## Történelem
Az ókori rómaiak nevezték el Usticanak (ustum = megégett), míg a görögök Osteodesnek (Οστεωδες), azaz csontháznak, az itt éhenhalt kereskedők maradványaira utalva.
A település már a paleolitikumban is lakott volt, és az ásatások tanúsága szerint több ókori mediterrán nép is megfordult itt: föníciaiak, görögök, karthágóiak és rómaiak is itthagyták nyomaikat.
A 4. században egy benedek-rendi közösség települt meg Usticán, azonban  gyorsan tovább kellett állniuk a szigetről a keresztények és az arabok közötti csatározások miatt. A középkorban a sziget gyarmatosítására irányuló próbálkozások sorra megbuktak a barbár kalózok támadásai miatt, akik a szigetből saját menedékhelyüket alakították ki.
1759-ben végül IV. (Bourbon) Ferdinánd gyarmatosította a szigetet, két őrtornyot és esővízcsatornákat építtetett. A szigetet palermóiak, trapaniak, valamint a lipari-szigetekről érkezők népesítették be.
Ustica a Bourbonok, a Savoyaiak és a fasizmus alatt politikai foglyok kényszerlakhelye volt. Ide száműzték többek között Antonio Gramscit. 1961-től a lakosok tiltakozásának eredményeképpen már nem tölti be ezt a funkciót. Innentől kezd el fejlődni a turizmus.

## Az Itavia 870-es járatának katasztrófája
Ustica az újságok címlapjaira került, amikor 1980. június 27-én partjaitól viszonylag távol lezuhant az Itavia 870-es, Bologna-Palermo járata. A balesetben 81 ember vesztette életét. Az eseményt az olasz sajtó „usticai szerencsétlenség”-ként emlegeti. A tragédia okai máig tisztázatlanok, de a legvalószínűbb egy, a fedélzeten elhelyezett bomba, vagy egy közeli katonai repülőből kilött rakéta felrobbanása.

## Fordítás
- Ez a szócikk részben vagy egészben  az   Ustica című olasz Wikipédia-szócikk fordításán alapul.  Az eredeti cikk szerkesztőit annak laptörténete sorolja fel. Ez a jelzés csupán a megfogalmazás eredetét és a szerzői jogokat jelzi, nem szolgál a cikkben szereplő információk forrásmegjelöléseként.